# Scaptotrigona tricolorata
Scaptotrigona tricolorata är en biart som beskrevs av Camargo 1988. Scaptotrigona tricolorata ingår i släktet Scaptotrigona och familjen långtungebin. Inga underarter finns listade i Catalogue of Life.